# Lion van Minden

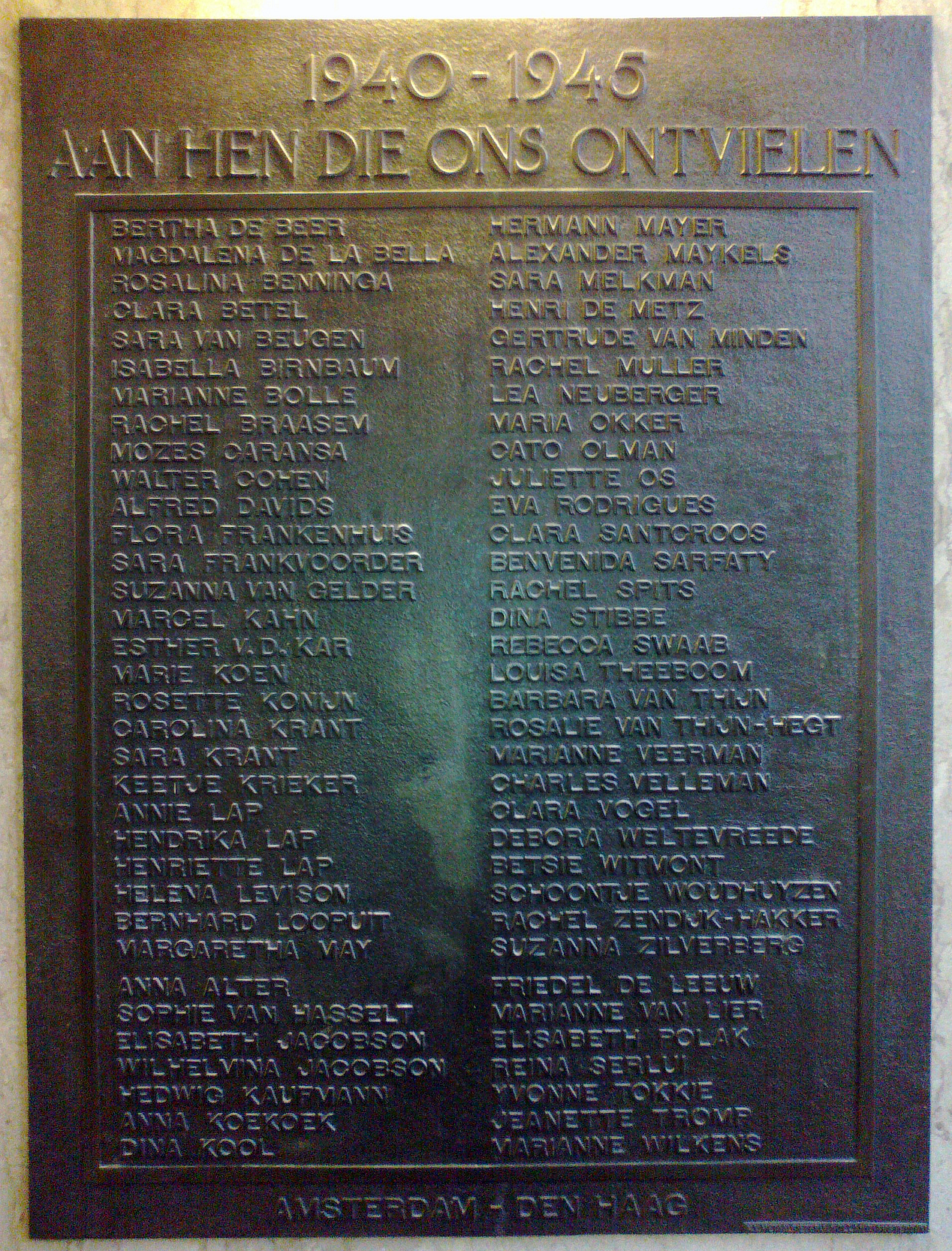
Der Name der Tochter Gertrude van Minden auf der Gedächtnistafel in der früheren Maison de Bonneterie

Lion van Minden (geboren 10. Juni 1880 in Amsterdam; gestorben 6. September 1944 in Auschwitz) war ein niederländischer Fechter und Olympiateilnehmer.

## Biographie
Lion van Minden war der Sohn von Abraham Lion van Minden (1850–1915) und von Branca Ziekenoppasser (1855–1943). Verheiratet war er mit Esther Mina Schlossberg (1893–1945), gebürtig aus Wilhelmshaven. Das Paar heiratete 1911 in London und bekam eine Tochter, Gertrude.
1908 startete van Minden bei den Olympischen Spielen in London als Fechter mit dem Säbel, wo er in der ersten Runde ausschied. Im Jahr darauf wurde er erster niederländischer Meister im Florettfechten. Zu dieser Zeit war er Angehöriger des niederländischen Militärs und Mitglied des Koninklijke Officiers Schermbond in Den Haag. Später lebte er in seiner Geburtsstadt Amsterdam und war im zivilen Beruf als Handelsvertreter tätig.
Lion van Minden war jüdischer Herkunft. Zu einem unbekannten Zeitpunkt wurde er deportiert und am 6. September 1944 in Auschwitz ermordet. Seine Frau starb am 31. Mai 1945 in Bergen-Belsen. Die gemeinsame Tochter Gertrude war schon 1943 in Auschwitz umgekommen, ebenso ihre 88-jährige Großmutter Branca. Gertrude van Minden war Angestellte des Modegeschäfts Maison de Bonneterie. Ihr Name findet sich auf einer Tafel in einem früheren Gebäude des Unternehmens in Den Haag, mit der den zwischen 1940 und 1945 ermordeten meist jüdischen Mitarbeitern gedacht wird. Gertrude van Mindens Ehemann Alexander Maijkels kam 1945 ums Leben, sein Todesort ist unbekannt, sein Todesdatum wird mit 24. Mai angegeben (mutmaßlich von amtlicher Seite festgelegt).